# مجلة ليبيا للاتصالات والتقنية
مجلة ليبيا للاتصالات والتقنية هي مجلة تأسست بموجب قرار مدير عام الإدارة العامة للمطبوعات رقم (3) لسنة 1375و.ر (2006م) بشأن الإذن بإصدار مجلة علمية كل شهرين تعنى بشؤون الاتصالات والتقنية تحت اسم مجلة (ليبيا للاتصالات والتقنية). وهي مجلة علمية غير ربحية مبسطة تعنى بالتقنية والاتصالات عموما، تصدر كل شهرين عن شركة ليبيا للاتصالات والتقنية، على هيئتين، ورقية، وإلكترونية. المجلة موجهة بشكل أساس لفئة الشباب، لملء الفراغ التقني الناتج عن عدم وجود مطبوعات متخصصة مبسطة في السوق المحلي الليبي، إضافة إلى الارتفاع النسبي لأسعار المطبوعات الوافدة. وتتميز المجلة بصغر حجمها ليتناسب مع طبيعتها والغرض المنشأة من أجله، فمثلما جاء حجم الصحف التقليدية متماشيا مع جمهورها المتسهدف (فئة المدراء ورجال الأعمال ذوي الدخل العالي)، وجاء حجم الصحف الشعبية النصفية متماشيا مع جمهورها المستهدف (فئة الموظفين والعمال متوسطي الدخل)، فإن حجم المجلة جاء لتناسب وحياة الشباب الطلاب خصوصا لتكون رفيقا لهم في تنقلاتهم بالمواصلات العامة وضمن حافظات دفاترهم دون أن يشكل حجمها إزعاجا.

## أسرة التحرير
مكونة من بعض موظفي شركة ليبيا للاتصالات والتقنية بالإضافة إلى متعاونين خارجيين.

## التحرير وإعادة النشر

### التحرير
توطئة: تسعى المجلة -ككيان معنوي- جاهدة لتقديم موادها بشكل موضوعي بعيدا عن الأغراض التجارية أو الدعائية البحثة، وبعيدا عن الانحياز لفكر دون آخر، فهي -ولو اتفقت فكريا مع البرمجيات مفتوحة المصدر مثلا- لا تقف ضد البرمجيات التجارية، ولا مع لينوكس ضد ويندوز، حتى وإن جاء هذا صراحة عبر قلم أحد الكتاب، إلا أنه لا يمثل بالضرورة فكر وتوجه المجلة.
- تعتمد المجلة على المواد التحريرية المجهزة من قبل أسرة التحرير بشكل رئيس.
- تستعين بمواد خارجية وفق اتفاق مباشر مع عدة مجلات علمية مثل:
- 1- مجلة ويندوز الشرق الأوسط .
- 2- مجلة تشانيل .
- 3- مجلة بي سي ماجازين العربية .
- 4- مجلة عالم الكومبيوتر .
- 5- مجلة لينوكس العرب .

### إعادة النشر
- لا تمانع المجلة في إعادة نشر المواضيع المحررة من قبل أسرة التحرير.
- المواد المحررة من قبل المحررين المتعاونين يتفق بشأنها معهم مباشرة.
- المواد المعاد نشرها من المجلات الأخرى لا تمتلك المجلة حق منح إذن إعادة النشر بشأنها، يجب طلب الإذن من المجلات صاحبة المواد مباشرة.

## معلومات فنية (عن النسخة المطبوعة)
- الحجم : A5.
- الألوان: ملونة.
- عدد الصفحات: 48 صفحة (3ملازم).
- نوع الورق: 90 جرام مصقول.
- عدد النسخ المطبوعة للعدد: 5000.

## الأبواب الثابتة
- تغطية (أحد المناشط العلمية أو التقنية).
- تقنية ومعلومات.
- البرمجيات الحرة.
- تعلم معي.
- إشادات.
- حياتنا والتقنية.
- ترفيه.
- أخبار.
- بريد المجلة.

## الإعلانات
على الرغم من اعتماد المجلة بشكل رئيس على الإعلانات كمصدرٍ أساس للدخل، الذي يتم تدويره مجددا من أجل تغطية نفقات الإصدار، وعلى الرغم من عدم وجود عائد مادي جراء التوزيع بسبب مجانيتها، إلا أنها تنتهج سياسة حازمة في قبول المواد الإعلانية للنشر عبرها، واضعة أمامها ضوابط الشرع والقانون فوق كل اعتبار، فهي لا تقبل:
- الإعلان الذي يسخر المرأة كمادة إعلانية.
- الإعلان للمنتجات الدنماركية.
- الإعلان للشركات غير المسجلة قانونا في ليبيا.
- الإعلان للمنتجات المقلدة أو التي تسبب خلطا وتشويشا على المستهلك.
- الإعلان عن المسابقات القائمة على المشاركة عبر الرسائل النصية.

## التوزيع
- دار المختار: تقوم بالتوزيع على المكتبات العامة والجهات العلمية والبحثية.
- الخطوط الجوية الإفريقية : تقوم بالتوزيع على الركاب المسافرين عبر متن طائرتها.

## وصلات خارجية
- الصفحة الرئيسية لموقع شركة ليبيا للاتصالات والتقنية
- الصفحة الرئيسية لموقع مجلة ليبيا للاتصالات والتقنية
- الصفحة الرئيسية لموقع خدمة ليبياماكس